# Nicolás Zahortiga

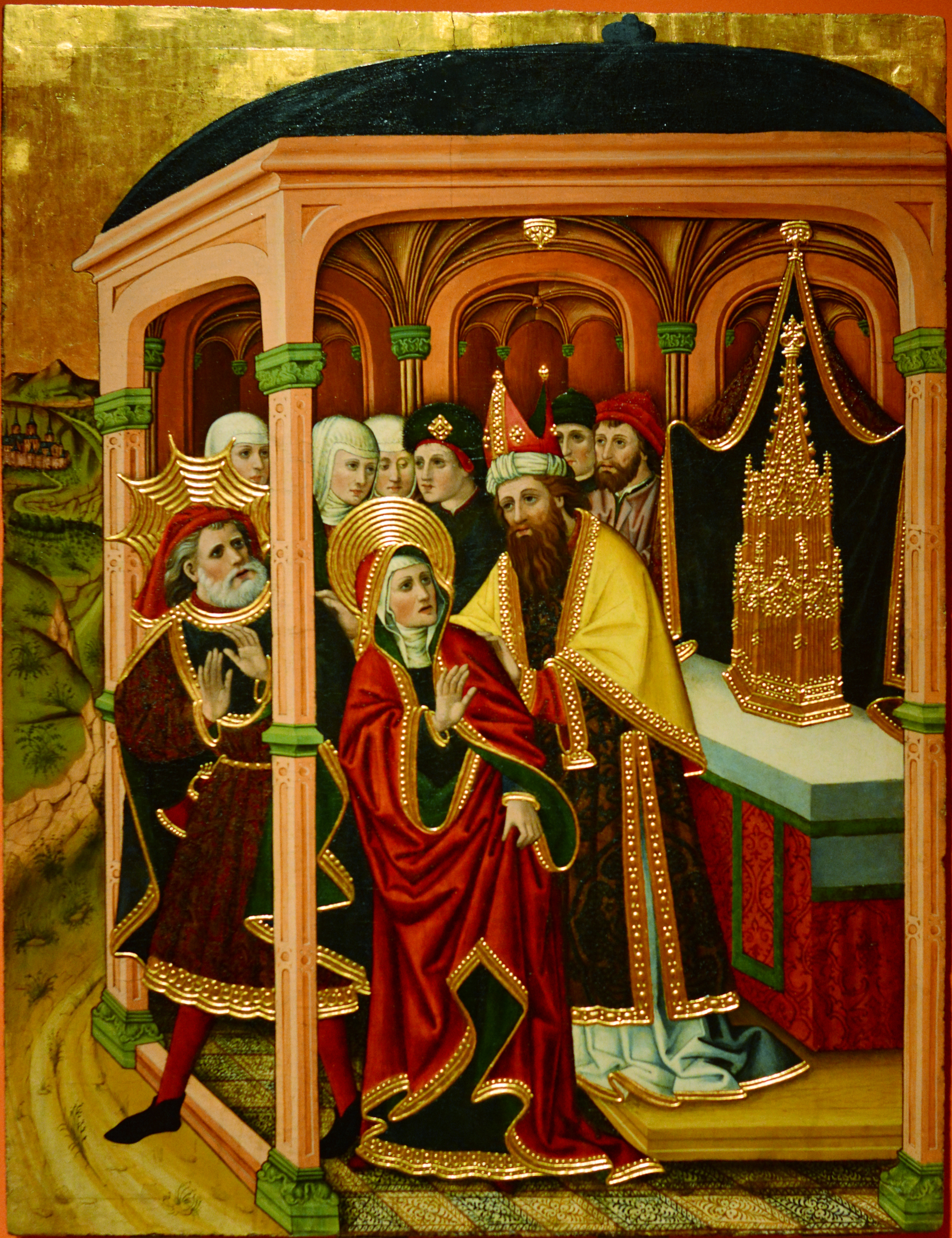
Nicolás y Martín Zahortiga, Expulsión de san Joaquín y santa Ana del Templo. Tabla procedente del retablo mayor de la iglesia de Santa María de Borja, 1465-1477. Óleo sobre tabla, 130 x 98 cm. Borja, Museo de la Colegiara de Santa María.

Nicolás Zahortiga, Ortigas, de la Ortiga, Çortiga o Zaortiga y alias Bonanat, fue un pintor gótico español (fl. 1433-1490) nacido en Zaragoza, descendiente de judeoconversos e hijo del también pintor Bonanat Zahortiga. Junto con su hermano Martín fue autor del retablo mayor de la iglesia de Santa María de Borja y del retablo de los santos Simón y Judas del convento de San Francisco de Zaragoza, contratado en 1465.

## Biografía y obra
Se inició en la pintura en el taller que su padre tenía en la Carrera Mayor, en la parroquia del Pilar. La primera vez que aparece en la documentación es en el año 1443, nombrado por su padre procurador para cobrar sus créditos en Mosqueruela y Linares (Teruel). En julio de 1446 padre e hijo sufrieron arresto domiciliario, demandados por el platero Miguel de Monreal con el que, al parecer, tenían enemistad y al que habían amenazado, pero el mismo día pusieron fin al pleito al prestar juramento en la iglesia de Santa María del Temple en presencia de Monreal y del jurado Aznar de Torralba de «non facer, tractar, ni consentir mal ni danyo en la persona e bienes del dito Miguel».
Tras una laguna documental, se tiene noticia de que en 1452 contrató con Ramón Ferrullón, señor de Siétamo, la pintura de un retablo dedicado a santa María Magdalena para su altar en la iglesia del convento de dominicos de Huesca, en el que debía pintar varias historia de la vida de la santa y en el centro su imagen, con santos Cosme y Damián en la tabla de su derecha y san Lucas a su izquierda, el Calvario en el ático y una imagen de Jesús en el medio del banco. Destruido el convento, para Oliván procederían de aquel retablo las cinco tablas de una predela conservadas en el Museo de Huesca, que creyó poder atribuir a Zahortiga, en las que se encuentran representados san Cosme y san Damián, en tablas separadas, la Magdalena, santa Quiteria y el Varón de Dolores. Previamente atribuidas por Elías Tormo a algún colaborador de Bartolomé Bermejo y por Chandler R. Post a Miguel Ximénez, las cinco se encuentran catalogadas ahora en el museo como del taller de Martín Bernat y de procedencia desconocida.
Por la documentación conservada y publicada por Oliván en 1978, consta que en 1458 contrató la pintura de un retablo dedicado a san Miguel para la iglesia del convento de franciscanos de Zaragoza, destruido en 1809. También que los pleitos de la familia con los plateros no cesaron y en 1460, junto con su hermano Martín, fue llamado ante un notario para firmar «carta de paz» con seis miembros de ese gremio, jurando todos ellos no hacer, «ni hacer hacer mal» ni daño a ninguno de los firmantes de la parte contraria en los ciento un años siguientes. En 1462 recibió en su casa como aprendiz del «oficio o arte de pintar», a Johan de Porras, mozo de quince años, hijo de un pelaire o cardador de lana, actuando como testigo del contrato de aprendizaje el pintor Miguel Ximénez, que tres años después trabajó también como oficial en el taller de los Zahortiga, contratado para cuatro meses.
Del retablo de santos Simón y Judas, encargado por los señores de Quinto en 1465 para el convento de San Francisco y por el que cobró 1200 sueldos jaqueses, solo se habría conservado en la Casa de Ganaderos la tabla que, según Oliván, representaba a los santos apóstoles, pero en realidad lo representado en ella es el apóstol san Judas Tadeo y un santo obispo, sin relación con el desaparecido convento. Mayor interés tiene el retablo de la historia de la Virgen María, contratado en 1460 junto con su hermano Martín con las autoridades y vecinos de Borja para su iglesia mayor, por la elevada suma de once mil sueldos jaqueses, en el que seguían trabajando en 1465. Desmontado en el siglo XVII para sustituirlo por el actual de Gregorio de Mesa, quince de sus tablas se conservan en el museo de la misma colegiata de Santa María la Mayor, las únicas pinturas que con seguridad pueden asignársele. Los asuntos representados, sirviéndose tanto de Evangelios canónicos y apócrifos como de la Leyenda dorada de Santiago de la Vorágine, parten de la expulsión de san Joaquín y santa Ana del Templo, a causa de su esterilidad, y el anuncio del ángel a Joaquín de que Ana concebiría en su seno a María, el nacimiento de María y su presentación en el Templo, hasta la fiesta de Pentecostés. En la tabla central, la Virgen con el Niño sentada en un trono en el que, a los lados del respaldo están representados, como esculpidos en relieve, san Pedro y san Pablo, aparece rodeada de ángeles músicos y de doce santas vírgenes a sus pies, atareadas algunas de ellas en labores de tejido y devanado de lana. Además, como único resto de la predela, se conserva una tabla con san Jerónimo y san Gregorio, padres de la Iglesia latina, pinturas todas ellas características del gótico final, con tendencia hacia fórmulas naturalistas, pero abundantes aún en oros y relieves en estuco.
No se le conocen otros trabajos de esta envergadura. En 1467 acordó con Tomás Giner proporcionarle los dibujos para un retablo dedicado a san Bartolomé, que Giner debía pintar para El Burgo de Ebro, lo que podría ser indicio del prestigio alcanzado por Zahortiga como tracista e inventor de historias. Después de ello no vuelve a aparecer en la documentación hasta 1481, cuando se le cita pintando en su taller de Zaragoza un retablo para la iglesia de Fuenferrada en la provincia de Teruel.
Por el testamento de su hijo Juan, fechado en 1490, se tiene constancia de que para entonces ya había fallecido y recibido sepultura en el fosar de Santa María del Pilar, como miembro de la cofradía de Nuestra Señora del Pilar, de la que su padre había sido mayordomo, y que había estado casado con María de Mendoza, cristiana vieja, que vivía aún en el momento de dictar su hijo sus últimas voluntades. A su muerte, que debió de ocurrir poco antes de esa fecha, trabajaba en un retablo para Alcalá de Ebro, pues consta que los miembros del concejo reclamaron a su viuda las cantidades adelantadas.